# KF Bilisht Sport
Klubi Sportiv Bilisht Sport is een Albanese voetbalclub uit Bilisht, de hoofdstad van het district Devoll in de prefectuur Korçë. De naam van de club tussen 1958 en 2006 was KS Devollo Bilisht.
Groep A (noord): Adriatiku · Albanët · Basania · Besëlidhja · Gramshi · Luzi · Murlani · Naftëtari · Sopoti · Tërbuni · Veleçiku

Groep B (zuid): Butrinti · Delvina · Devolli · Këlcyra · Luftëtari · Maliqi · Memaliaj · Oriku · Shkumbini · Tomori · Turbina ·